# Escuintla (departementshuvudort)
Escuintla är en departementshuvudort i Guatemala.   Den ligger i kommunen Municipio de Escuintla och departementet Departamento de Escuintla, i den södra delen av landet, 50 km sydväst om huvudstaden Guatemala City. Escuintla ligger 356 meter över havet och antalet invånare är 103 165.
Terrängen runt Escuintla är kuperad norrut, men söderut är den platt. Terrängen runt Escuintla sluttar söderut. Runt Escuintla är det ganska tätbefolkat, med 78 invånare per kvadratkilometer. Escuintla är det största samhället i trakten. Omgivningarna runt Escuintla är en mosaik av jordbruksmark och naturlig växtlighet.